# Lac Mowich
Le lac Mowich est le plus grand lac situé à l'intérieur du parc national du mont Rainier dans l'État de Washington au nord-ouest des États-Unis.
Le lac est juché à 1 502 m d'altitude. Le nom Mowich est issu d'un terme Chinook signifiant « Cerf ».
À proximité du lac se trouve la Mowich Lake Patrol Cabin, une cabane en rondins inscrite au Registre national des lieux historiques depuis le 13 mars 1991.